# مارتينياكو
مارتينياكو؛ (فريوليان: مارتينا) هي كوموني (بلدية) في مقاطعة أوديني في منطقة فريولي فينيتسيا جوليا الإيطالية، وتقع على بعد حوالي 70 كيلومترًا (43 ميلًا) شمال غرب تريست وحوالي 9 كيلومترات (6 ميل) شمال غرب أوديني.
تقع مارتينياكو على حدود البلديات التالية: باسيليانو، فاجانا، موروزو، باجناكو، باسيان دي براتو، تافاجناكو.

## روابط خارجية
- الموقع الرسمي